# Sara Cerdas
Sara Alexandra Rodrigues Cerdas (Funchal, 23 marzo 1989) è un medico e politica portoghese del Partito Socialista (PS). Ha ottenuto un seggio alle elezioni europee del 2019, potendo così sedersi come europarlamentare per la IX legislatura del Parlamento europeo.

## Biografia
Sara Cerdas è cresciuta a Funchal, sull'isola di Madeira dove è nata il 23 marzo 1989.
È stata candidata per il Partito Socialista ed è diventata europarlamentare alle elezioni europee del 2019.
Fino all'età di 18 anni è stata una nuotatrice agonista per il Clube Naval do Funchal, rappresentando il Portogallo nella squadra nazionale giovanile e ottenendo medaglie e record regionali e nazionali.
Ha conseguito un master in medicina presso l'Università di Lisbona, un master in medicina dei viaggi presso la Nuova Università di Lisbona, un master in sanità pubblica presso l'Università di Umeå e un dottorato di ricerca in scienze della sanità pubblica presso l'Università di Stoccolma. È stata tirocinante presso l'Unità di sanità pubblica di Almada-Seixal e ha lavorato presso la Direzione generale della sanità. 
Nel corso della sua carriera accademica e professionale, è stata eletta a posizioni rappresentative nel settore sanitario, come la Federazione Internazionale delle Associazioni degli Studenti di Medicina, l'Associazione Nazionale degli Studenti di Medicina e l'Associazione degli Studenti della Facoltà di Medicina di Lisbona.
È stata membro della Commissione per l'ambiente, la sanità pubblica e la sicurezza alimentare (ENVI) del Parlamento europeo e ha presieduto il gruppo di lavoro sulla salute. 
Sara Cerdas è stata la vincitrice del premio "MEP of the Year" 2020 - MEP Awards, conferito da The Parliament Magazine.